# Związek gmin Östlicher Schurwald
Związek gmin Östlicher Schurwald – związek gmin (niem. Gemeindeverwaltungsverband) w Niemczech, w kraju związkowym Badenia-Wirtembergia, w rejencji Stuttgart, w regionie Stuttgart, w powiecie Göppingen. Siedziba związku znajduje się w miejscowości Rechberghausen, przewodniczącym jego jest Reiner Ruf.
W związku mieszka 10 990 osób (stan na 31 grudnia 2010), na powierzchni 26,65 km².
Związek zrzesza cztery gmin wiejskie:
- Adelberg, 2 006 mieszkańców, 9,49 km²
- Birenbach, 1 864 mieszkańców, 2,50 km²
- Börtlingen, 1 754 mieszkańców, 8,26 km²
- Rechberghausen, 5 366 mieszkańców, 6,40 km²